# Pupilreflex

Pupilreactie op lichtinval

De pupilreflex of pupilreactie is de benaming voor een tweetal reflexen van de pupil op lichtinval respectievelijk convergentie bij accommodatie.

## Lichtreflex
De lichtreflex van de pupil bestaat uit pupilvernauwing als reactie op licht. De pupillen van beide ogen worden nauwer, ook al wordt slechts een van beide ogen belicht. De reactie van het oog dat wordt belicht, wordt de directe pupilreflex genoemd. De daarnaast optredende vernauwing van de pupil van het niet belichte oog wordt de indirecte of consensuele pupilreflex genoemd. Bij intacte hersenzenuwbanen treden beide reacties op.
Belichting van een oog zorgt voor een zenuwprikkeling vanaf het netvlies via de oogzenuw naar de nucleus praetectalis in het mesencephalon. Vanaf daar loopt de prikkel via interneuronen naar de kernen van Edinger-Westphal (nuclei accessorii nervi oculomotorii) beiderzijds, wat de consensuele pupilreflex verklaart. Het vervolg van de reflexbaan verloopt via de axonen van deze kernen en de parasympathische banen van de nervus oculomotorius naar de musculus sphincter pupillae, die voor de vernauwing van de pupil zorgt. De zenuwprikkel gaat in zijn geheel voorbij aan het corpus geniculatum laterale en de visuele cortex, alvorens de lichtreflex optreedt.

## Accommodatiereflex
De accommodatiereflex van de pupil houdt in dat de pupil nauwer wordt als reactie op een object dat steeds dichter bij het oog komt. Een nauwere pupil geeft een scherper beeld op de retina. De reflexbaan van deze reflex loopt gelijk met die van de lichtreflex. Er is echter ook een aparte accommodatiereflex van de lens.

## Klinische relevantie
De pupilreflex (met name de lichtreflex) wordt gebruikt om de werking van bepaalde hersenzenuwen te controleren. Wanneer er een verschil is in het optreden van de pupilreflex of wanneer deze in het geheel niet optreedt, kan er afwijking zijn van de nervus opticus of de nervus oculomotorius, er kan sprake zijn van hersendood vanwege uitval van de hersenstam of van een intoxicatie met barbituraten. Als er bijvoorbeeld zeer nauwe pupillen worden gevonden bij een (comateuze) patiënt betekent dit dat de sympathicus in de pons is onderbroken. Zeer wijde pupillen wijzen op een onderbreking van de parasympathicus in het mesencephalon. Merk hierbij op dat in de normale situatie de sympathicus voor wijde pupillen zorgt (het sympathisch zenuwstelsel wordt geassocieerd met een actieve staat van het lichaam, waarbij de ogen een belangrijke rol spelen en meer licht in het algemeen voor meer zicht staat) en de parasympathicus voor nauwe pupillen.
Bij een afwijking van de nervus opticus zal bij belichting van het aangedane oog aan geen van beide kanten een pupilreflex optreden. Bij belichting van het andere oog treedt vanwege de consensuele reactie echter wel pupilvernauwing van beide ogen op. Bij een afwijking van de nervus oculomotorius daarentegen zal bij belichting van het aangedane oog de pupil aan die kant (ipsilateraal) niet vernauwen, terwijl de andere pupil (de contralaterale zijde) wel vernauwt. De pupil van het aangedane oog zal ook niet vernauwen bij belichting van het andere oog. 
Bij gevorderde syfilis (dementia paralytica) ziet men soms pupillen van Argyll Robertson, waarbij er wel een reactie is op convergentie maar niet op licht. Het mechanisme hiervan is niet duidelijk.